# Heterospathe uniformis
Heterospathe uniformis är en enhjärtbladig växtart som beskrevs av John Leslie Dowe. Heterospathe uniformis ingår i släktet Heterospathe och familjen Arecaceae.
Artens utbredningsområde är Vanuatu. Inga underarter finns listade i Catalogue of Life.